# Lunchbox
Lunchbox ist ein indischer Spielfilm aus dem Jahr 2013. Das Langfilmdebüt von Drehbuchautor und Regisseur Ritesh Batra feierte 2013 im Rahmen des Filmfestivals in Cannes Premiere. Offizieller Kinostart in Indien war am 20. September 2013. In Deutschland lief der Film dagegen erst am 21. November 2013 an, allerdings in einer synchronisierten Fassung.

## Handlung
Die in Mumbai lebende Hausfrau und Mutter Ila kocht wie jeden Werktag für ihren Mann Rajiv und schickt ihm das Mittagessen in einer Lunchbox ins Büro. Diese wird von einem Dabbawala abgeholt, der sie mit dem Fahrrad zu einem Zug bringt, wo sie in Tragegestellen transportiert und schließlich bei ihrem Empfänger im Büro abgeliefert wird. Obwohl dieses traditionelle Transportsystem nahezu fehlerfrei funktioniert, erreicht die Lunchbox nicht den Ehemann, sondern den Witwer Saajan Fernandes, der sonst die eher einfallslosen Mahlzeiten eines Eckrestaurants bezieht. Ila bemerkt am Abend, dass ihr Essen nicht bei ihrem Mann angekommen ist. Was diesen nicht sonderlich interessiert, da er eine Affäre mit einer anderen Frau hat.
Auf den Rat ihrer Nachbarin Mrs. Deshpande („Auntie“), mit der sie sich meist durch den Lüftungsschacht ihres Hauses unterhält, legt Ila das nächste Mal einen kleinen Brief in die Lunchbox. Und sie erhält einen Antwortbrief, in dem steht, sie habe zu viel Salz verwendet. Ihre Nachbarin rät ihr daraufhin, diesmal viel Chili zu benutzen. Als Antwort erfährt Ila, die Mahlzeit sei richtig gesalzen gewesen, sie habe nur ein bisschen zu viel Schärfe hinterlassen.
So entspinnt sich ein reger Briefwechsel. Saajan, sonst eher wortkarg und ungesellig, freut sich nun täglich auf sein Mittagessen. Schon an seinem Schreibtisch schnuppert er an der Box. Da er bald in den Ruhestand treten wird, soll er seinen jungen Kollegen Shaikh einarbeiten. Zunächst weicht er diesem aus, aber mit fortschreitendem Briefwechsel mit Ila öffnet sich sein Herz und bald teilt er sogar seine Mahlzeiten mit seinem Nachfolger.
Ila und Saajan schreiben sich von ihren täglichen Erlebnissen und lernen einander so kennen. Ila wünscht sich ein Treffen in einem Restaurant. An diesem Tag lässt sie ihm keine Lunchbox zukommen. Beide betreten die Gaststätte, Saajan gibt sich ihr jedoch nicht zu erkennen, weil er glaubt, er sei zu alt geworden.
Ila erkundigt sich bei dem Dabbawala, der sie regelmäßig beliefert, nach der Adresse, zu der ihre Lunchbox ausgetragen wird, und macht sich mit ihrer Tochter zu Saajans Büro auf. Dieser hat jedoch inzwischen seinen Dienst quittiert und sein Nachfolger sitzt am Schreibtisch. Auch Saajan hat seine Wohnung verlassen und fährt mit dem Zug zu seinem Alterssitz in Nasik. In seinem Abteil sitzt ihm ein zittriger Greis gegenüber, angesichts dessen Saajan bewusst wird, dass er sich grundlos alt fühlt, und so kehrt er in die Stadt zurück. Auch er nimmt Kontakt zu den Dabbawalas auf…

## Idee

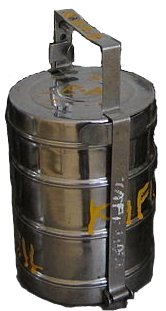
Eine dreiteilige Lunchbox

In Indien, vor allem in Mumbai, erhalten die meisten Büroangestellten ihr Mittagessen frisch gekocht von zuhause. Die Lunchbox, meist bestehend aus drei bis fünf übereinander steckenden runden Edelstahldosen, wärmeisoliert in einem farbigen Säckchen, wird von „Dabbawalas“ zugestellt, deren Transportsystem aufgrund seiner hohen Liefergenauigkeit weltweit auf Interesse gestoßen ist.
Batra begann 2007 einen Dokumentarfilm über die Dabbawalas von Mumbai zu drehen und begleitete mehrere von ihnen rund eine Woche lang. Als er von ihren persönlichen Erfahrungen und Erzählungen über ihre Kunden hörte, kam ihm die zentrale Filmidee: die Verwechslung einer Dabba, die zu einer Liebesgeschichte führt. Einen ersten Drehbuchentwurf schloss er 2011 ab.

## Produktion
Lunchbox ist eine Produktion der indischen DAR Motion Pictures mit Sikhya Entertainment und den internationalen Partnern Rohfilm (Deutschland), ASAP Films (Frankreich) und Cine Mosaic (USA). Koproduktionspartner waren ARTE France und die indische National Film Development Corporation, bei Förderung durch das Medienboard Berlin-Brandenburg.
Im Vorfeld der Produktion hatte Filmemacher Batra sein Projekt im Rahmen der Internationalen Filmfestspiele Berlin 2012 auf dem zum Förderprojekt „Berlinale Talents“ gehörenden „Talent Project Market“ vorgestellt und dort um internationale Beteiligung geworben.

## Kritiken
„Bolly- wie Hollywood sind hier ganz weit weg bei dieser ganz feinen Hymne an den herrlichen Geschmack der Zuneigung. Das charmante ‚Arthouse-Kino‘ bietet zum Jahresende mit dem schon im Frühjahr, beim Festival in Cannes gemochten Film (Publikumspreis) ein prickelnd geruchsintensives, liebevoll unterhaltsames Leinwand-Sleeper-Großvergnügen an.“

„Ein wunderbarer Crossover-Film aus Indien, bei dem es um Liebe und köstliches Essen geht und dessen Motto, dass ein falscher Zug einen manchmal an den richtigen Bahnhof bringen kann, Hoffnung auf das gute Ende macht!“

„Und doch, trotz aller Herzenswärme, die dieser Film bei seinem Publikum zu entfachen vermag, bleibt Ritesh Batra in seinem Film, der in das renommierte Programm der Semaine de la Critique am Filmfestival Cannes aufgenommen wurde, dem Realismus verpflichtet: Zwar scheint für einige Zeit zwischen Ila und Saajan alles möglich, aber letztlich nehmen die romantischen Züge dieser Komödie nicht überhand. So gibt es für sie keine alles entgrenzende Erlösung, aber beide kommen sich selbst näher, finden einen Weg aus Isolation, Erstarrung, Hoffnungslosigkeit.“

„In einem bewusst nüchtern und realistisch gefilmten Ambiente (die Küche Ilas, das Großraumbüro Saajans und immer wieder die Busse und Bahnen, in denen Pendler wie er sich zur Rush Hour drängeln) entspinnt sich hier eine zauberhafte kleine Liebesgeschichte voller Sinnlichkeit. Wenn Ila am Herd steht und liebevoll ihre köstlichen Currys und Chutneys köchelt, ist das allein schon ein Augenschmaus. Und man möchte am liebsten sofort einen Tisch beim Inder reservieren!“

„Riechen, schmecken, fühlen. Die Sinne und die Herzen öffnen sich zugleich. Eine zauberhafte Alchemie aus Kochkunst und Liebessehnsucht beschwört Regisseur Ritesh Batra, wenn er die Schicksale eines melancholischen Büroangestellten (Irrfahn Kahn) und einer vereinsamten Ehefrau (Nimrat Kaur) zart verknüpft. Ein indischer Arthouse-Film, meisterlich in Szene gesetzt vor dem Hintergrund der quirligen Megacity Mumbai.“

## Synchronisation
Die deutsche Synchronfassung entstand im Tonstudio K13 Kinomischung in Berlin nach dem Dialogbuch von Beate Klöckner, die zugleich Synchronregie führte.
| Darsteller          | Rolle            | Synchronsprecher   |
| ------------------- | ---------------- | ------------------ |
| Irrfan Khan         | Saajan Fernandes | Olaf Reichmann     |
| Nimrat Kaur         | Ila              | Katrin Zimmermann  |
| Nawazuddin Siddiqui | Shaikh           | Gerrit Schmidt-Foß |
| Lillete Dubey       | Ilas Mutter      | Monica Bielenstein |
| Nakul Vaid          | Rajeev           | Jaron Löwenberg    |
| Bharati Achrekar    | Auntie           | Luise Lunow        |
| Yavshi Puneet Nagar | Yavshi           | Hedda Erlebach     |
| Denzil Smith        | Mr. Shroff       | Frank Röth         |
| Shruti Bapna        | Mehrunnisa       | Sanam Afrashteh    |

## Auszeichnungen
- Publikumspreis „Grand Rail D’Or“ der Semaine de la critique beim Cannes Filmfestival 2013[13]
- „Goldener Kinderwagen“ (Hauptpreis der Jury) beim Filmfestival Zagreb 2013[14]
- „Chistera“ (Spitzkorb beim Jai Alai) als Hauptpreis für den besten Regisseur beim Internationalen Festival Junger Regisseure von Saint-Jean-de-Luz 2013 an Ritesh Batra
- „Chistera“ als Hauptpreis für den besten männlichen Hauptdarsteller beim Internationalen Festival Junger Regisseure von Saint-Jean-de-Luz 2013 an Irrfan Khan[15]
- Publikumspreis beim World Cinema Festival 2013 in Amsterdam[16]

## Festivalteilnahmen
- Cannes Filmfestival 2013 (Semaine de la critique), Weltpremiere
- Internationales Filmfestival Karlovy Vary 2013[17]
- World Cinema Festival 2013 in Amsterdam (offizieller Wettbewerb)[18]
- Telluride Film Festival 2013[19]
- Internationales Festival Junger Regisseure in Saint-Jean-de-Luz 2013 (Wettbewerb)
- Toronto International Film Festival 2013[20]
- BFI London Film Festival 2013 (offizieller Wettbewerb)[21]
- Dharamshala International Film Festival 2013[22]
- Indian Film Festival Den Haag 2013[23]
- Leiden International Film Festival 2013[24]
- Filmfestival Zagreb 2013 (Wettbewerb)
- Film Fest Gent 2013[25]
- Stockholm International Film Festival 2013[26]
- Dubai International Film Festival 2013[27]
- Sundance Film Festival 2014[28]
- Sarajevo Film Festival 2014[29]
- Zurich Film Festival 2014[30]